# Messaoud El Mediouni
Messaoud El Medioni , conocido como "Saoud l'Oranais" (Orán, 25 de noviembre de 1886 - Campo de concentración de Sobibor, Lublin, Polonia, 23 de marzo de 1943) fue un reputado líder de la banda judío-argelina y propietario del original Café Oran .  Era el tío del pianista franco-argelino Maurice El Mediouni . 
Alrededor de 1938, la madre de una niña ciega de 13 años de edad de Tiaret , Sultana Daoud, la envió a estudiar con "Saoud l'Oranais". Esta niña se convertiría más tarde en famosa como Reinette L'Oranaise , la más prominente de todas las cantantes argelinos.

## Fallecimiento
Medioni fue arrestado por los alemanes en Marsella en enero de 1943 y enviado al campo de concentración de Sobibor, fue ejecutado a los 56 años en la cámara de gas el 23 de marzo de 1943.